# 萩原信二
萩原 信二（はぎわら しんじ、1950年3月24日 - ）は、日本の俳優。神奈川県出身。東企画所属。
身長173cm、体重57kg。血液型はA型。趣味は音楽鑑賞、金魚の飼育。特技は殺陣、スポーツ万能。

## 出演作品

### テレビドラマ
- ロボット刑事 第5話「二重犯人の謎」（1973年） - 警備員
- 仮面ライダーシリーズ
  - 仮面ライダーV3 第23話「恐怖! 墓場から来た吸血男」（1973年） - 若者
  - 仮面ライダーアマゾン 第6話「インカ縄文字の謎!!」（1974年） - 外村研究員
  - 仮面ライダーストロンガー 第7話「ライダー大逆転!!」（1975年） - ドライブインの男
- ウルトラマンレオ 第15話「くらやみ殺法! 闘魂の一撃」（1974年） - MAC隊員 ※荻原信二と誤記
- 特別機動捜査隊
  - 第607話「砂の塔」（1973年） - 中村
  - 第674話「女はぐれ鳥」（1974年） - 坂口宏
  - 第686話「陽のあたらない坂道」（1974年） - 山本浩一
  - 第701話「進軍ラッパは鳴りわたる」（1975年） - 高弘
  - 第704話「人妻の虚像」（1975年） - 早川登
  - 第712話「七年目の報酬」（1975年） - 第749話「女ごころの謎」（1976年）- 矢崎班・岩本刑事
- 傷だらけの天使 第8話「偽札作りに愛のメロディーを」（1974年）
- 夜明けの刑事 第66話「人質になった女子高校生の危機!!」（1976年） - 工藤
- 太陽にほえろ! 第221話「刑事失格!?」（1976年）
- 特捜最前線 第49話「時効5分前のチャップリン!」（1978年）
- ザ・スーパーガール（1979年 - 1980年）
- おやこ刑事（1979年）
- 南紀殺人回流（1993年）

### 映画
- クレイジーボーイズ（1988年）